# Death Toll
Death Toll - Bilancio di morte è un d'azione film del 2008 diretto da Phenomenon. Le riprese sono state effettuate in Louisiana, a New Orleans e Baton Rouge.

## Trama
Un potente spacciatore ha preso il controllo di New Orleans, ma mentre le autorità si affannano per fermare lo spargimento di sangue, le cose non fanno che peggiorare per le strade. "The Dog" (DMX) è uno spacciatore che non si fermerà davanti a nulla per diventare il cattivo ragazzo numero uno nella Big Easy. La sua spietatezza è leggendaria e il suo potere di vasta portata. Ma le autorità tengono d'occhio "The Dog" e ora è giunto il momento di addormentare questo pitbull. Riusciranno a portare a termine la loro missione prima che altre vite innocenti vadano perse, o potrebbe darsi che il capofila di New Orleans sia davvero al di sopra della legge?